# Linnaemya burmana
Linnaemya burmana là một loài ruồi trong họ Tachinidae.